# Minerva Melpomeni Malliori
Minerva Melpomeni Malliori (n. 30 august 1952, Patra, Grecia) este un om politic grec, membru al Parlamentului European în perioada 1999-2004 din partea Greciei. 
1. ↑  Deputații în Parlamentul European